# جائزة أبي واربورغ
جائزة أبي واربورغ (بالألمانية: Aby Warburg Preis) هي جائزة علمية ألمانية يقع مقرها في مدينة هامبورغ، تأسست في عام 1979. منذ عام 1980 أصبح مجلس الشيوخ في مدينة هامبورغ المسؤول عن تمويل الجائزة، تهدف الجائزة لرفع التميز في العلوم الإنسانية والاجتماعية. سميت الجائزة باسم أبي اربورغ (13 يوليو 1866 - 26 أكتوبر 1929) وهو مؤرخ فني ومنظر ثقافي من مدينة هامبورغ. تبلغ قيمة الجائزة 10.000 يورو، وتمنح كل أربع سنوات.

## الفائزون
- 1980: جان بيالوستوسكي، مؤرخ فني.
- 1984: ماير شابيرو، مؤرخ فني.
- 1988: مايكل باكساندال، مؤرخ فني.
- 1992: كارلو غينسبورغ، مؤرخ.
- 1996: كلود ليفي ستروس، عالم الأنثروبولوجيا وعلم الأجناس.
- 2000: ناتالي زيمون ديفيس، مؤرخ.
- 2004: هورست بريدكامب، مؤرخ فني.
- 2008: فيرنر هوفمان، مؤرخ فني.
- 2012 مارتن وارنكي، مؤرخ فني.
- 2016: زيغريد يغل، باحثة أدبية.[1]